# Dr. Jazz Gospel Band
A Dr. Jazz Gospel Band egy magyar jazzegyüttes.

## Története
A zenekart 1988-ban alakította a Ki mit tud?-győztes Győri Gábor (klarinét) és Győri János (trombita, ének, hangszerelés). Néger (afroamerikai) spirituálékat dolgozták föl a New Orleans-i és chicagói jazz stílusában. A repertoárjukon szerepeltek klasszikus dixieland slágerek és számos jazz standard is.
Rendszeresen játszottak jazzklubokban, egyetemi klubokban, fesztiválokon (Salgótarjáni Dixieland Fesztivál, Budapesti Dixieland Fesztivál, Biatorbágyi Dixieland Fesztivál).
Hollandiában gospel fesztiválon díjat nyertek, és a fesztivál gálaműsorában felléptek a rotterdami De Doelen koncertteremben (1990).
A zenekar fontosnak tartotta, hogy koncertjein a zenei élmény mellett megszólaljon a Gospel, vagyis az Evangélium is.

## Tagok
A zenekar alapító tagjai Csuhaj B. Tibor (bőgő), Iványi Csaba (banjo), Balogh Attila (dob), Nagy Iván (zongora), Turjányi Miklós (harsona), Győri János (trombita), Győri Gábor (klarinét) voltak. A zenekarhoz hamarosan csatlakozott Karacs Ferenc (harsona), Dormán Imre (dob) és Lakatos Ágnes (ének). Ebben az összeállításban működött 2000-ig.

## Stúdiófelvétel
- Deep River – Mély Folyó műsoros kazetta (Preludium, 1992)